# Walther Bothe
Walther Wilhelm Georg Bothe (Oranienburg, 8 januari 1891 – Heidelberg, 8 februari 1957) was een Duitse natuurkundige, wiskundige, scheikundige. Hij kreeg de Nobelprijs voor Natuurkunde voor de door hem ontwikkelde coïncidentiemethode.

## Biografie
Bothe werd geboren nabij Berlijn als zoon van Fritz en Charlotte Hartung Bothe. Hij studeerde natuurkunde van 1908 tot 1914 aan de universiteit van Berlijn onder Max Planck. In de Eerste Wereldoorlog werd hij gevangengenomen door de Russen en verbleef hij een jaar in gevangenschap in Siberië. In 1920 mocht hij terugkeren naar Duitsland. In Moskou had hij zijn vrouw leren kennen, Barbara Below, met wie hij twee dochters kreeg, Johanna en Elena.
Na de oorlog werkte hij samen met Hans Geiger in Physikalisch-Technische Reichsanstalt te Berlijn, waar hij zijn belangrijkste ontdekkingen deed. Bothe doceerde van 1920 tot 1931 aan de universiteit van Berlijn, van 1931 tot 1932 aan de Universiteit van Gießen en van 1932 tot 1957 aan de Universiteit van Heidelberg, waar hij de leerstoel natuurkunde overnam van Philipp Lenard.
Gedurende de Tweede Wereldoorlog was Bothe lid van de Uranverein (Uraniumvereniging), waar hij samen met onder anderen Werner Heisenberg werkte aan de ontwikkeling van kernenergie en de atoombom. Nadat de oorlog was beëindigd keerde hij terug naar de universiteit in Heidelberg, waar hij aanbleef tot aan zijn overlijden in 1957. Daarnaast was hij directeur van het in Heidelberg gevestigde Max Planck Instituut.

## Werk
Om de kwantumtheorie, die begin jaren 1920 algemeen werd aanvaard, experimenteel te bevestigen ontwikkelde Bothe de coïncidentiemethode. Met deze methode kon hij de emissie van elektronen door röntgenstraling detecteren waarbij de elektronen door twee aangrenzende geigertellers op bijna dezelfde tijd worden geregistreerd als een coïncidentiële gebeurtenis. Hiermee toonde hij aan dat momentum en energie op atomair niveau in stand blijven. In 1925 paste hij de coïncidentiemethode toe om kosmische straling te bestuderen en toonde ermee aan dat deze straling eerder uit geladen deeltjes bestonden dan uit fotonen. Het was voor dit onderzoek dat hij in 1954 de Nobelprijs deelde met Max Born.
In 1930 publiceerde Bothe, samen met zijn student Herbert Becker, het artikel "Künstliche Erregung von Kern-γ-Strahlen" waarin ze aangaven dat er sterk energetische gammastraling ontstond bij beschieting van beryllium met alfastraling. Dit zou uiteindelijk resulteren in de ontdekking van het neutron twee jaar later door James Chadwick.